# Utah Elite Futsal
Utah Elite Futsal – amerykański klub futsalowy z siedzibą w mieście Salt Lake City, obecnie występuje w najwyższej klasie rozgrywkowej Stanów Zjednoczonych.

## Sukcesy
- finalista Klubowych Mistrzostw CONCACAF w futsalu: 2017[2]
- Mistrzostwo USA (5): 2005, 2007, 2010, 2012, 2017